# 太仓站
太仓站位于中华人民共和国江苏省苏州市太仓市浏河镇境内，是沪苏通铁路、沪宁沿江高速铁路和建设中北沿江高速铁路上的车站。车站于2020年7月1日随沪苏通铁路同步开通运营，是太仓市重要的交通枢纽。
截至2025年4月运行图，太仓站每天共办理68.5对图定旅客列车业务。

## 历史
沪苏通铁路是太仓市境内的第一条铁路。
- 2014年10月14日：沪苏通铁路太仓段施工拉开帷幕[8]。
- 2018年3月：太仓市全面启动太仓站站房及站前交通体系建设，包括公交调度用房、停车场、出租车停车区、广场及周边道路等设施建设[9]。
- 2018年6月12日：中国铁路总公司与江苏省人民政府联合批复苏南沿江铁路的可行性研究报告，该线路将引入沪苏通铁路太仓站，利用沪苏通铁路进入上海枢纽[10][11]。
- 2019年5月9日：沪宁沿江高速铁路太仓段施工拉开帷幕[12]。
- 2020年4月：太仓站站房主体工程完工，开始进行内外部装饰装修作业。站台面铺装、进出站通道、电扶梯安装等工作有序进行中[13]。
- 2020年7月1日：随沪苏通铁路同步开通运营[5]。

## 接驳交通
| 铁路太仓站 | 铁路太仓站   | 铁路太仓站 | 铁路太仓站     | 铁路太仓站         |
| 编号       | 路线         | 路线       | 路线           | 备注               |
| ---------- | ------------ | ---------- | -------------- | ------------------ |
| 107太仓    | 铁路太仓站   | ⇆          | 城区公交换乘站 |                    |
| 109太仓    | 铁路太仓站   | ⇆          | 城西公交首末站 |                    |
| 138太仓    | 铁路太仓南站 | ⇆          | 铁路太仓站     |                    |
| 202太仓    | 九曲         | ⇆          | 太仓汽车客运站 |                    |
| 207太仓    | 浏家港客运站 | ⇆          | 太仓汽车客运站 | 部分班次途经太星村 |
| 208太仓    | 浏河客运站   | ⇆          | 太仓汽车客运站 |                    |
| 215太仓    | 璜泾镇政府   | ⇆          | 铁路太仓站     | 定时班车           |
| 219太仓    | 双凤客运站   | ⇆          | 铁路太仓站     | 定时班车           |
| 302太仓    | 港区客运站   | ⇆          | 铁路太仓站     |                    |
| 309太仓    | 湿地公园     | ⇆          | 新塘           | 定时班车           |